# Casimiro Torres
Casimiro Torres (Santiago, 1 de janeiro de 1906 - data de morte desconhecida) foi um futebolista chileno. Ele competiu na Copa do Mundo de 1930, sediada no Uruguai.